# 프린세스 로열 앤
프린세스 로열 앤(영어: Anne, Princess Royal, 1950년 8월 15일 ~ )은 영국의 왕족이자 엘리자베스 2세의 고명딸로, 영국 역사상 일곱 번째 프린세스 로열이다. 현재 영국 왕위 계승 순위 18위이다. 활발한 자선 활동으로 이름나 있으며 올림픽에 나간 첫 번째 영국 왕족이기도 하다. 그녀의 딸 자라 필립스 역시 2012년 런던 올림픽에 승마 선수로 출전해 은메달을 목에 걸었다.

## 초기 생애
프린세스 로열 앤은 1950년 8월 15일 오전 11시 50분 런던의 클래런스 하우스에서 태어났다. 아버지 필립 공이 딸이 태어났다는 사실에 너무 좋아했다고 한다. 항상 말에 대해서 열정적인 관심을 보였던 앤은 1971년 21살의 나이에 버흘리에서 열린 유럽 마술 선수권 대회 개인전에서 우승하여, 같은 해에 BBC 올해의 스포츠인상 수상자가 되면서 선수 생활을 시작하였다. 이러한 앤의 성향은 딸 자라 틴달에게 그대로 이어져, 자라는 35년 뒤 어머니를 따라 같은 대회에서 똑같이 우승하게 된다. 4년 뒤인 1975년 영국 마술팀에 참여한 앤은 독일에서 열린 유럽 마술 선수권 대회에서 다시 개인전과 팀전에서 모두 우승하는 쾌거를 거두어 다음 해인 1976년에는 여왕의 말인 굿윌을 타고, 몬트리올 올림픽에 영국 대표 선수로 참여하기도 하였다.

## 두 번의 결혼
1973년 11월 14일, 앤 공주는 마크 필립스 대위와 결혼하여 1남 1녀를 두었다. 당시 이들의 결혼은 전 세계에서 생중계 되어, 약 1억 명이 시청한 것으로 추정된다. 당시 마크 필립스는 아무런 작위도 받지 못한 평민이었으므로, 엘리자베스 2세의 여동생인 마거릿 공주의 평민(사진 작가) 남편 안토니 암스트롱존스가 그랬던 것처럼, 결혼과 동시에 백작의 작위를 받을 것으로 여겨졌다. 그러나 아이들을 지나치게 공식적으로 키우고 싶지 않다는 앤의 특별한 바람에 따라, 작위 부여는 취소되었고, 앤의 아이들은 역대 군주의 직계 손자 가운데 처음으로 아무런 귀족 칭호도 없는 손자들이 되었다. 결혼 이후 부부는 글로스터셔 주의 갯콤비 파크에서 거주하였다.
그러나 마크 필립스는 1985년에 뉴질랜드의 미술교사 헤더 통킹과 불륜을 저질러 사생아 딸을 낳았다. 이 때문에 1989년에 공식적으로 별거에 들어갔으며, 1992년 4월 23일에 이혼하였다. 이후 1992년 12월, 영국 해군 장교 티머시 로런스와 6개월 만에 재혼했다. 보수적이었던 영국 왕실에서 공주의 이혼과 빠른 재혼은 파문이 컸으나, 몇 년 후 오빠, 남동생의 이혼과 재혼 과정으로 인해 현재는 주목받지 않는다. 재혼 이후 현재까지 무난한 결혼생활을 유지하고 있다.

## 가족 관계
- 배우자: 티머시 로런스
  - 아들: 피터 필립스
    - 손녀: 사바나 필립스
    - 손녀: 아일라 필립스

  - 딸: 자라 틴들
  - 사위: 마이크 틴들
    - 외손녀: 미아 틴들
    - 외손녀: 레이나 틴들
    - 외손자: 루카스 틴들